# Campeonato Mato-Grossense de Futebol de 2017
O Campeonato Mato-Grossense de Futebol de 2017 foi a 74ª edição do torneio realizado no estado de Mato Grosso e organizado pela Federação Mato-Grossense de Futebol. O campeonato contará com a participação de 10 equipes divididas em dois grupos.

## Regulamento
Na primeira fase, as doze equipes enfrentam-se em turno e returno dentro de seus próprios grupos. As quatro melhores de cada chave se classificam, enquanto os dois sextos colocados são rebaixados. Na segunda fase, os oito times dividem-se novamente em dois grupos e se enfrentam em turno e returno. Classificam-se para as semifinais os dois melhores de cada grupo.
A semifinal será em jogo único e a decisão com jogos de ida e volta. No caso de empate em pontos, vale o saldo de gols e, persistindo a igualdade, a decisão de vaga ou título vai para a disputa de pênaltis. O campeão e o vice representarão Mato Grosso na Copa do Brasil de 2018 e o campeão na Copa Verde de 2018. Já os dois melhores colocados ganharão vaga no Série D de 2018.

### Critério de desempate
Os critério de desempate foram aplicados na seguinte ordem:
1. Maior número de vitórias
2. Maior saldo de gols
3. Maior número de gols pró (marcados)
4. Maior número de gols contra (sofridos)
5. Confronto direto
6. Sorteio

## Primeira Fase

### Grupo A
Classificação
Desempenho por rodada

### Grupo B
Classificação
- União Rondonópolis Perdeu 6 Pontos pela escalação de um jogador Irregular.

Desempenho por rodada

## Fase Final
Em negrito os classificados para a final, em itálico os mandantes no primeiro jogo.
|  | Semifinais   | Semifinais | Semifinais | Semifinais |       |        | Final | Final | Final | Final |
|  |              |            |            |            |       |        |       |       |       |       |
|  | Luverdense   | 1          | 0          | 1 (2)      |       |        |       |       |       |       |
|  | Cuiabá (pen) | 0          | 1          | 1 (4)      |       |        |       |       |       |       |
|  | Cuiabá (pen) | 0          | 1          | 1 (4)      |       | Cuiabá | 2     | 0     | 2 (5) |       |
|  |              |            |            |            |       | Cuiabá | 2     | 0     | 2 (5) |       |
|  |              | Sinop      | 1          | 1          | 2 (4) |        |       |       |       |       |
|  | Dom Bosco    | Sinop      | 1          | 1          | 2 (4) | 2      | 0     | 2     |       |       |
|  | Dom Bosco    |            |            |            |       | 2      | 0     | 2     |       |       |
|  | Sinop        | 3          | 4          | 7          |       |        |       |       |       |       |

## Premiação
| Campeonato Mato-Grossense de 2017 |
| Cuiabá                            |
| --------------------------------- |
| Cuiabá Campeão (7º título)        |